# Naissance en 897
Naissance
- 893
- 894
- 895
- 896
- 897
- 898
- 899
- 900
- 901

Cette page dresse une liste de personnalités nées au cours de l'année 897 :
- 12 mars : Ngô Quyền, premier roi du Viêt Nam libéré de la domination chinoise, fondateur de la dynastie Ngô.
- Abu al-Faraj al-Isfahani, auteur arabe.
- Baldéric d'Utrecht, évêque d'Utrecht.
- Yang Longyan (en), roi du royaume Wu.

## Crédit d'auteurs
- Cet article est partiellement ou en totalité issu de l'article intitulé « 897 » (voir la liste des auteurs).